# Bathyraja abyssicola
Bathyraja abyssicola és una espècie de peix de la família dels raids i de l'ordre dels raïformes.

## Morfologia
- Els mascles poden assolir 137 cm de longitud total.[2][3]

## Reproducció
És ovípar i les femelles ponen càpsules d'ous, les quals presenten com unes banyes a la closca.

## Hàbitat
És un peix marí i d'aigües profundes que viu entre 362-2.910 m de fondària.

## Distribució geogràfica
Es troba des de la costa pacífica del Japó i la Colúmbia Britànica (el Canadà) fins a Mèxic.

## Observacions
És inofensiu per als humans.